# 헨리 켈렛
헨리 켈렛 경(Sir Henry Kellett, KCB, 1806년 11월 2일~1875년 3월 1일)은 영국 해군 제독이자 탐험가이다.
켈렛은 1822년에 해군에 입대했다. 켈렛은 서인도에서 3년을 보낸 뒤, 아프리카의 윌리엄 피츠윌리엄 오웬 제독 밑에서 측량선에서 근무했다. 그 다음에는 동인도의 에드워드 벨처 제독의 HMS 설퍼에 타고 중국으로 원정, 제1차 아편 전쟁에 참전했다.
1845년에 측량선 HMS 헤럴드의 함장이 되어, 실종된 존 프랭클린 경을 수색하는 임무를 받았다. 이 항해 동안 켈렛은 베링 해협을 지나 축치해를 건너 헤럴드섬을 발견했다. 켈렛은 섬에 상륙해 자신의 배 이름을 섬에 붙이고, 서쪽 수평선 너머로 브란겔섬을 확인했다. 1852년에 HMS 레설루트를 지휘하게 된 켈렛은 북극해에 조난된 로버트 맥크루어 경과 그 배 인베스티게이터를 구조하러 갔다.
켈렛은 1855년에 서인도의 선임 장교가 되었으며, 1869년에 차이나 함대의 총사령관이 되었다. 켈렛은 1871년 퇴역했다.

## 서훈
- 1869년 바스 훈장 2등급(KCB, 작위급 훈장)